# Бурдур
Бурдур (тур. Burdur) — город в Юго-Западной Анатолии. Центр ила Бурдур в Турции. Рядом с городом находится озеро Бурдур. Население в 2021 — 95 436 человек.

## История
В 1912 г. в городе и районе проживали: турки — 88 600 чел., греки — 2 565 чел.
В 25 км от города найдена стоянка древних людей Хаджилар, в городе есть археологический музей.